# Konstantin d’Aspre

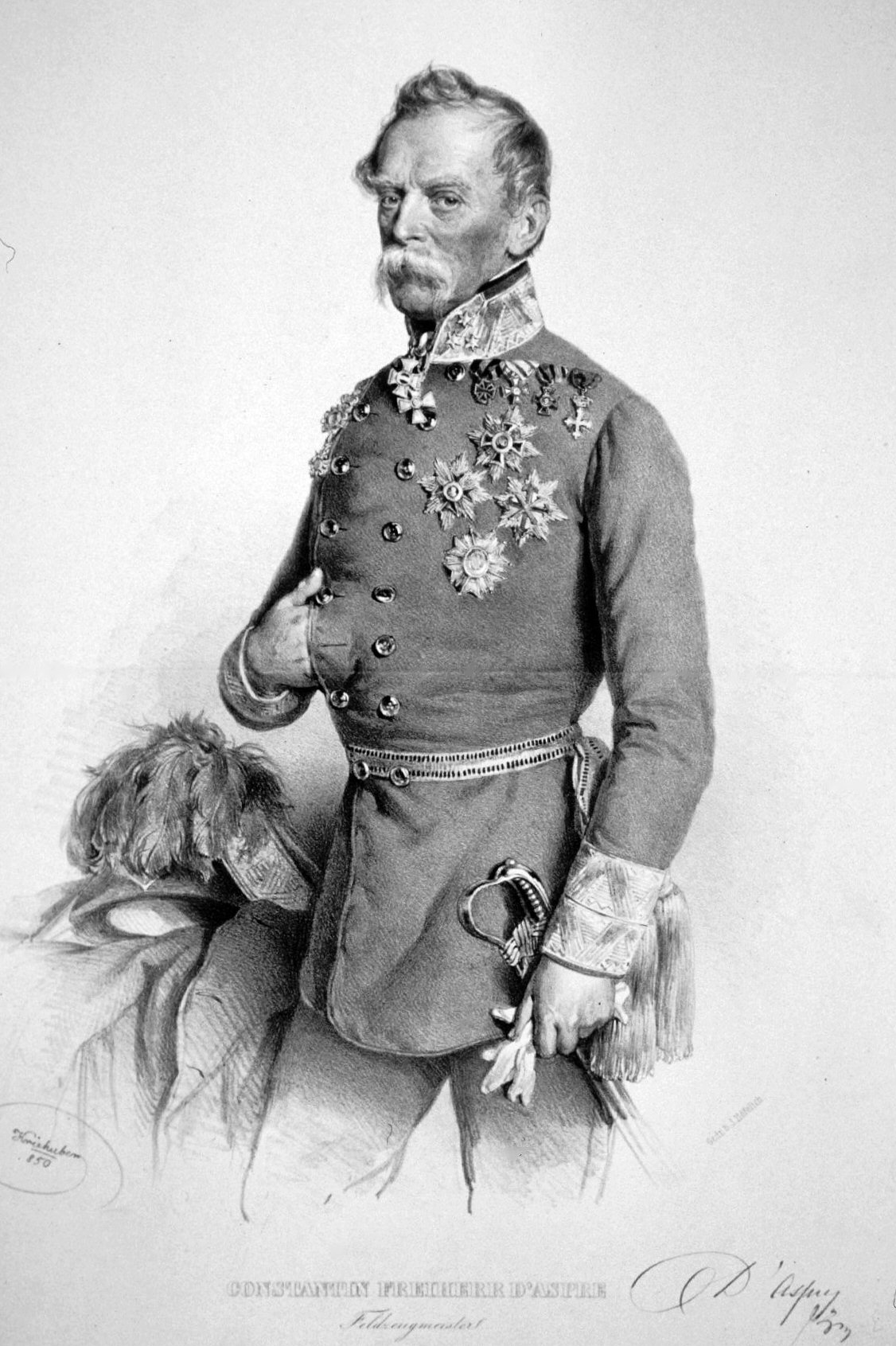
Konstantin d’Aspre, Lithographie von Josef Kriehuber, 1850

Konstantin Freiherr d’Aspre von Hoobreuck, (* 18. Dezember 1789 in Brüssel; † 24. Mai 1850 in Padua) war ein österreichischer General.

## Leben
Konstantin d’Aspre war ein Sohn des aus Gent stammenden Feldmarschallleutnants Konstantin Karl d’Aspre (1767–1809). Er trat 1806 in die österreichische kaiserlich-königliche Armee des Kaisertums Österreich, machte den Feldzug von 1809 als Oberleutnant im Quartiermeisterstab mit und kämpfte 1813–15 in Dalmatien und Italien. Als Major des k.k. Jägerbataillons Nr. 8 führte er 1815 einen kühnen nächtlichen Überfall auf das neapolitanische Lager bei Magnano durch. Mit nur zwei Kompanien und zwei Eskadronen griff er die 6000 Mann zählende Besatzung unter Marschall Macdonald an und bahnte so den Österreichern den Weg nach Neapel. Er wurde dafür mit dem Maria-Theresia-Orden ausgezeichnet.
Im Jahre 1820 machte er die Expedition nach Neapel und 1830 die nach der Romagna mit; 1833 wurde er nach Böhmen, 1835 nach Innsbruck, 1840 als Feldmarschallleutnant nach Italien versetzt und im August 1846 zum Kommandanten des II. Armeekorps mit dem Hauptquartier Padua ernannt. Einen Konflikt zwischen Militär und Studenten unterdrückte er mit blutiger Strenge und proklamierte das Standrecht.
Die Revolution in Italien zwang ihn zunächst zum Rückzug nach Verona und von da nach Brescia, um die Verbindung mit Radetzky herzustellen. Als dieser die Offensive gegen die Piemontesen ergriff, siegten d’Aspres Truppen in der Schlacht von Santa Lucia (6. Mai) und verstärkten die Verteidigung von Mantua. Am 30. Mai 1848 unterlag er zusammen mit dem I. Armeekorps unter FML Wratislaw bei einem fehlgeschlagenen Umfassungsangriff in der Schlacht von Goito.
Nach dem Sieg über die Truppen Durandos besetzte er am 10. Juni Vicenza. Nach dem Rückmarsch bildete er am 23. Juni mit seinem II. Armeekorps den rechten Flügel der im Raum Verona konzentrierten Armee Radetzkys und trug in den Schlachten bei Sommacampagna (23. Juli), Custozza (25. Juli) und Volta (26. und 27. Juli) wesentlich zum Sieg über das Heer von Sardinien-Piemont bei. Am 13. August 1848 öffnete ihm Brescia die Tore.
Am 13. März 1849 wurde Baron d’Aspre zum Feldzeugmeister ernannt. Erneut zeichnete er sich im Feldzug gegen das Königreich Sardinien aus. Sein Korps überschritt am 20. März den Ticino bei Pavia, warf eine sardische Division in der Schlacht bei Mortara (21. März) zurück und zeichnete sich besonders am 23. März in der Schlacht bei Novara aus. Anschließend konnte er den Aufstand in Modena und Parma niederwerfen, rückte mit seinem Korps in die Toskana vor und konnte am 10. Mai 1849 Livorno einnehmen. Für seine Verdienste als Truppenführer in den Jahren 1848/49 in Italien erhielt er das Kommandeurkreuz des Maria-Theresia-Ordens verliehen.
Feldmarschall Radetzky würdigte seinen Korpsführer mit folgenden Worten:
„Wenn ich aber in diesem kurzen Feldzuge den tapferen und entschlossenen Führer des II. Armeecorps, FZM Baron d’Aspre, welcher mit seinem Corps Mortara eroberte, und bei Novara durch fünf Stunden den Frontalangriff des Feindes mit der Minderzahl heldenmüthig aushielt, den Ersten von Allen nennen muß; so gewähre ich dadurch nur erneuert seinem Muthe und seiner moralischen Kraft, die ihm schon in so vielen Gefechten und Schlachten zuerkannte gebührende Anerkennung.“
Im Oktober 1849 erhielt d’Aspre das Kommando über das VI. Armeekorps mit dem Hauptquartier in Padua, wo er im folgenden Jahr verstarb. Seine Grabstätte befindet sich in der Gedenkstätte Heldenberg.